# Paeonia baokangensis
Paeonia baokangensis là một loài thực vật có hoa trong họ Paeoniaceae. Loài này được Z.L.Dai & T.Hong miêu tả khoa học đầu tiên năm 1997.